# Qiongocera
Qiongocera is een geslacht van spinnen uit de  familie van de Psilodercidae.

## Soorten
- Qiongocera hongjunensis F. Y. Li & S. Q. Li, 2017